# Szilágyi Dezső téri református templom
A Szilágyi Dezső téri református templom Budapest I. kerületében található, a Vízivárosban, az azonos nevű téren. A Kálvin téri templom utáni második legnagyobb református templom Budapesten.

## Története
1872-ig (Pest, Buda és Óbuda egyesítéséig) mindössze két református temploma volt a fővárosnak: Pesten a Kálvin téren és egy Óbudán. A város 19. század végi gyors fejlődése viszont lehetővé tette, hogy az első világháborúig még három új Isten háza épüljön Pesten: egy a Városligeti-fasorban (Erzsébetváros), egy Kőbányán, egy Zuglóban.
A budai I. és II. kerületi reformátusok kezdetekben a Budavári evangélikus templomban tartották istentiszteleteiket, de az 1880-as években, a már 2300 lélekre növekedő létszámuk miatt szükségét látták egy saját templom építésének. A tervpályázat nyertese, Pecz Samu (1854-1922), a majdani  Szilágyi Dezső térre, hatszáz ember befogadására alkalmas templomot tervezett és építtetett fel 1893-1895 között; építőmester Majorossy Géza. A templomot 1896 virágvasárnapján szentelték fel. A berendezés és a bútorzat is Pecz Samu tervei alapján készült.
A neogótikus stílusú, barna-sárga-zöld mázas Zsolnay-cserepekkel fedett templomban kötött házasságot 1915-ben Ady Endre, 1940-ben pedig a kormányzó fia, Horthy István. A pentagon alaprajzú, vörös téglából épült zömök templomtest és a mellette álló karcsú, 62 méter magas torony a budai Dunapart egyik jellegzetes építménye. 
Benne 3 acélharang lakik, amelyek 1895-ben készültek. A nagyharang 1890 kg, alaphangja: F1, alsó átmérője 126,2 cm a középharang 1085 kg-os, A1 alaphangú, alsó átmérője: 103,4 cm. A Kisharang 590 kg tömegű, alaphangja: Cisz/Desz2, alsó átmérője 83,5 cm. A nagyharang egyben Budapest legnagyobb református és harmadik legnagyobb acélharangja,hangilag viszont a református templomok harangjai közül a kőbányai, a budafoki, a Kálvin téri, a kelenföldi,  és a fasori nagyharangok is mélyebb hangzásúak (előbbi két harang alaphangja D1, utóbbiaké Esz1). 
Korábban 4 harangja volt; a negyediket, egyben az addigi legkisebbet 2012 őszén a Budai Református Egyházközség elajándékozta az új templomot építő pestszentlőrinc-szemeretelepi (XVIII. kerület) gyülekezetnek, mivel nem volt összehangolva társaival. A budai gyülekezet a harang leszerelésének és elszállításának költségeit is vállalta. A harangot Farkas Titusz Monori harangöntő mester restaurálta és 2013. február 9-n üzembe helyezte. 
A Budai harangokat Pecz Samu rendelte a Bochumi acélgyárból, hármat összehangolva, melyeket 1896 januárjában emeltek a harangházba.
A negyedik harangot a Borosnyai házaspár készíttette 1895-ben. Ezt a harangot kapták meg adományként a szemeretelepiek. A harang tulajdonságai: 160 kg súlyú acél harang, füles felfüggesztésű, magassága 56 cm, a fülekkel 68 cm, alsó átmérője 68 cm. Ezek az arányok a hagyományos harangméreteket jelentik.
A harang felirata: „A BUDAI EV. REF. TEMPLOMNAK ÖNTETTÉK BOROSNYAI OSZKÁR ÉS FELESÉGE RÁCZ HERMINA 1895”. 

## Galéria
- Előttünk a Felső-Víziváros: a Halászbástya, a Szent Anna-templom és Szilágyi Dezső téri református templom
- Szilágyi Dezső téri református templom
- A Zsolnay-porcelán cserepek
- Látvány a karzatról
- Mennyezeti boltívek
- Pad-részletek
- A templom hajója a szószék felől
- az orgona
- Pecz Samu szobra a Szilágyi Dezső téren
- a templom alaprajza